# Pleurothallis caymanensis
Pleurothallis caymanensis là một loài thực vật có hoa trong họ Lan. Loài này được C.D.Adams miêu tả khoa học đầu tiên năm 1971.